# Могорич
Могори́ч (від араб. مخارج maḫāriǧ — витрати) — в українській народній традиції, обрядова дія остаточного узаконення угоди, що полягає в випиванні горілки. Могорич завершує угоди продажу, допомоги, найму, а також громадсько важливі обряди. Могоричем також називається частування з приводу успішного завершення якої-небудь справи чи на знак подяки.
При укладенні угод учасники зустрічалися при свідках (могоричниках, баришниках), якими переважно виступали куми. Дія могла відбуватися в хаті чи корчмі. Спочатку учасники билися руками на знак згоди. Після випитого могоричу угода вважалася остаточно укладеною.
У давнину могорич супроводжував вступ до парубоцтва, весільні обряди. Парубки після посвячення в професійні спільноти шляхом випробування, повинні були виставити могорич старшим колегам.

## Приказки
- Сторгувала баба бич, та не дала могорич;
- Бич не бич, аби могорич;
- Чи купим, чи не купим, а могорич треба ся напити.